# Bonzac
 Bonzac  egy francia település Gironde megyében az Aquitania régióban. Lakosainak száma 802 fő (2022. január 1.).

## Adminisztráció
Polgármesterek:
- 2001–2014 Jean-Louis Biais
- 2014–2020 Jean-Luc Darquest

## Demográfia
| Lakosok száma | 303  | 515  | 618  | 661  | 760  | 756  | 747  | 742  | 759  | 802  |
|               | 1968 | 1982 | 1990 | 2006 | 2013 | 2015 | 2017 | 2019 | 2020 | 2022 |

## Látnivalók
- Château de Richon (15. század)
- Château de Lagrave (19. század)
- Château de Montfavier (17. század)
- Château de Chevalier (neo-gótikus, 19. század)